# Ираклий (пьеса)
«Ираклий» (фр. Héraclius) — трагедия в стихах французского драматурга Пьера Корнеля, впервые поставленная на сцене в 1647 году. Её относят ко «второй манере».
Действие пьесы происходит в Византии в начале VII века. Главные герои — узурпатор престола Фока, его сын и сын свергнутого им Маврикия, которых подменили и поменяли местами. В итоге оба юноши замышляют отцеубийство, мнимое и настоящее.
Литературоведы видят в «Ираклии», как и в «Родогуне», обращение Корнеля от «высокой простоты» к усложнённым сюжетным интригам, от римской темы к восточной. Делая героев «Ираклия» игрушками судьбы, драматург фактически отказывается от принципов классицизма, которые продолжает декларировать.